# 대한민국 국회 보건복지위원회
보건복지위원회(保健福祉委員會, 영어: Health and Welfare Committee)는 보건·복지에 관한 국회의 의사결정기능을 실질적으로 수행하는 국회 상임위원회이다.

## 설치 근거 및 소관 업무

### 설치 근거
- 국회법 [법률 제11717호, 2013.03.23 일부개정] 제37조[1]

### 소관 업무
- 보건복지부와 식품의약품안전처의 소관에 속하는 의안과 청원 등의 심사, 기타 법률에서 정하는 직무를 수행한다.

## 연혁
- 1948년 10월 2일: 문교사회위원회를 설치.
- 1951년 3월 15일: 문교사회위원회를 문교위원회와 사회보건위원회로 분리.
- 1960년 9월 26일: 사회보건위원회를 보건사회위원회로 개편.
- 1994년 6월 28일: 보건사회위원회를 보건복지위원회로 개편.
- 2008년 8월 25일: 보건복지위원회를 보건복지가족위원회로 개편.
- 2013년 3월 23일: 보건복지가족위원회를 보건복지위원회로 개편.

## 직무
보건복지위원회는 보건복지부와 식품의약품안전처에 대한 법률안, 예산 및 결산 심사, 그리고 대한민국의 보건복지부 장관에 대한 인사청문회를 실시한다.

## 소관 부처
- 보건복지부
- 식품의약품안전처

## 위원 명단
| 위원정수 | 현원   | 더불어민주당 | 국민의힘 | 조국혁신당        | 개혁신당          |
| 24       | 24     | 12 | 7 | 1                 | 1                 |
| -------- | ------ | --- | --- | ----------------- | ----------------- |
| 위원장   | 위원장 | 박주민 - 서울 은평구 갑 | |                   |                   |
| 간사     | 간사   | 강선우 - 서울 강서구 갑 | 김미애 - 부산 해운대구 을 |                   |                   |
| 위원     | 위원   | - 강선우 - 서울 강서구 갑 - 고영인 - 안산시 단원구 갑 - 김민석 - 서울 영등포구 을 - 김원이 - 목포시 - 남인순 - 서울 송파구 병 - 서영석 - 부천시 정 - 신헌영 - 비례대표 - 인재근 - 서울 도봉구 갑 - 전혜숙 - 서울 광진구 갑 - 최종윤 - 하남시 - 최혜영 - 비례대표 - 한정애 - 강서구 병 | - 김미애 - 부산 해운대구 을 - 백종헌 - 부산 금정구 - 서정숙 - 비례대표 - 이종성 - 비례대표 - 최영희 - 비례대표 - 최재형 - 서울 종로구 | 김선민 - 비례대표 | 이주영 - 비례대표 |

### 소위원회
| 제1법안심사소위원회 (13인)  | 소위원장 | |                                                                                           |                 |  |
| 제1법안심사소위원회 (13인)  | 소위원   | - 김원이 (金元二) - 남인순 (南仁順) - 서영석 (徐暎錫) - 신현영 (申賢榮) - 인재근 (印在謹) - 전혜숙 (全惠淑) - 최종윤 (崔鍾允) | - 김미애 (金美愛) - 서정숙 (徐正淑) - 조명희 (曺明姬) - 최연숙 (崔姸淑)                   | 강은미 (姜恩美) |  |
| 제2법안심사소위원회 (10인)  | 소위원장 | 강훈식 (姜勳植) |                                                                                           |                 |  |
| 제2법안심사소위원회 (10인)  | 소위원   | - 강선우 (姜仙祐) - 고영인 (高永寅) - 김민석 (金民錫) - 최혜영 (崔惠英) - 한정애 (韓貞愛)                                     | - 강기윤 (姜起潤) - 백종헌 (白宗憲) - 이종성 (李鍾成) - 최재형 (崔在亨)                   |                 |  |
| 예산결산심사소위원회 (13인) | 소위원장 | 한정애 (韓貞愛) |                                                                                           |                 |  |
| 예산결산심사소위원회 (13인) | 소위원   | - 고영인 (高永寅) - 김원이 (金元二) - 서영석 (徐暎錫) - 신현영 (申賢榮) - 최종윤 (崔鍾允) - 최혜영 (崔惠英)                   | - 강기윤 (姜起潤) - 백종헌 (白宗憲) - 서정숙 (徐正淑) - 이종성 (李鍾成) - 최영희 (崔英姬) | 강은미 (姜恩美) |  |
| 청원심사소위원회 (3인)      | 소위원장 | | 최영희 (崔英姬)                                                                           |                 |  |
| 청원심사소위원회 (3인)      | 소위원   | - 남인순 (南仁順) - 인재근 (印在謹)                                                                                           |                                                                                           |                 |  |

## 소관 법률

### 기획조정 관련 법률
- 한국국제보건의료재단법
- 한국보건복지인력개발원법

### 보건의료정책 관련 법률
- 보건의료기본법
- 의료법
- 의료사고 피해구제 및 분쟁조정 등에 관한 법률
- 의료기사 등에 관한 법률
- 식품위생법
- 식품안전기본법
- 건강기능식품에 관한 법률
- 어린이 식생활안전관리 특별법
- 약사법
- 화장품법
- 마약류관리에 관한 법률
- 의료기기법
- 실험동물에 관한 법률

### 건강보험 관련 법률
- 국민건강보험법

### 공보건정책 관련 법률
- 공공보건의료에관한법률
- 응급의료에 관한 법률
- 대한적십자사 조직법
- 지방의료원의 설립 및 운영에 관한 법률
- 국립중앙의료원의 설립 및 운영에 관한 법률
- 감염병의 예방 및 관리에 관한 법률
- 검역법
- 후천성면역결핍증 예방법
- 결핵예방법
- 한센인피해사건의 진상규명 및 피해자생활지원 등에 관한 법률
- 암관리법

### 한의약정책 관련 법률
- 한의약육성법

### 건강정책 관련 법률
- 국민건강증진법
- 지역보건법
- 농어촌 등 보건의료를 위한 특별조치법
- 공중보건장학을 위한 특례법
- 구강보건법
- 공중위생관리법
- 위생사에 관한 법률
- 보건환경연구원법
- 국민영양관리법
- 건강검진기본법
- 정신보건법
- 자살예방 및 생명존중문화 조성을 위한 법률

### 보건산업정책 관련 법률
- 한국보건산업진흥원법
- 보건의료기술 진흥법
- 천연물신약연구개발촉진법
- 제약산업 육성 및 지원에 관한 특별법
- 생명윤리 및 안전에 관한 법률
- 첨단의료복합단지 지정 및 지원에 관한 특별법
- 장기등 이식에 관한 법률
- 인체조직안전 및 관리 등에 관한 법률
- 시체해부 및 보존에 관한 법률
- 혈액관리법
- 제대혈관리 및 연구에 관한 법률

### 복지정책 관련 법률
- 사회보장기본법
- 사회복지사업법
- 사회복지사 등의 처우 및 지위 향상을 위한 법률
- 농어촌주민의 보건복지증진을 위한 특별법
- 국민기초생활보장법
- 긴급복지지원법
- 의료급여법
- 노숙인 등의 복지 및 자립지원에 관한 법률(시행전)

### 사회서비스정책 관련 법률
- 외국 민간원조단체에 관한 법률
- 사회복지공동모금회법
- 의사상자 등 예우 및 지원에 관한 법률
- 식품기부 활성화에 관한 법률
- 사회서비스 이용 및 이용권 관리에 관한 법률

### 장애인정책 관련 법률
- 장애인복지법
- 장애인활동지원에 관한 법률
- 장애인·노인·임산부등의 편의증진보장에 관한 법률
- 장애인차별금지 및 권리구제 등에 관한 법률
- 중증장애인생산품 우선구매 특별법
- 장애인연금법
- 장애아동복지지원법(시행전)

### 인구아동정책 관련 법률
- 저출산·고령사회기본법
- 고령친화산업 진흥법
- 모자보건법
- 아동복지법
- 보호시설에 있는 미성년자의 후견 직무에 관한 법률
- 실종아동등의 보호 및 지원에 관한 법률
- 입양촉진 및 절차에 관한 특례법
- 아동의 빈곤예방 및 지원 등에 관한 법률(시행전)

### 노인정책 관련 법률
- 노인복지법
- 대한노인회 지원에 관한 법률
- 효행 장려 및 지원에 관한 법률
- 장사 등에 관한 법률
- 노인장기요양보험법
- 치매관리법

### 연금정책 관련 법률
- 국민연금법
- 기초노령연금법
- 국민연금과 직역연금의 연계에 관한 법률

### 보육정책 관련 법률
- 영유아보육법